# Петър Коджабашиев (Серменин)
Вижте пояснителната страница за други личности с името Петър Коджабашиев.
Петър (Поце) Петров Коджабашиев е български духовник и революционер, деец на Вътрешната македоно-одринска революционна организация.

## Биография
Петър Коджабашиев е роден през 1830 година в село Серменин, тогава в Османската империя. Получава образованието си на български в Кукуш. Братовчед му Хаджи Стамен го изпраща да учи в чужбина, след като се завръща Петър учителства в Серменин, Гевгели и други. На 25 октомври 1888 година е ръкоположен за свещеник. След създаването на ВМОРО подпомага местния революционен комитет. Заловен е от турските власти и заедно със сина си Димитър през 1903 година е заточен в Акия, Мала Азия. След завръщането си подпомага войводите Сава Михайлов, Коста Попето и Аргир Манасиев и участва в сражения при Баялци и Серменин. Измъчван е от чауш Ибрахим и Сулейман, за да издаде комитетските тайни, а по-късно е преследван от появилите се гръцки андарти. След Балканската война новите сръбски власти му забраняват да служи и редовно го арестуват и изтезават. Умира през 1928 година.
Негов син е революционерът Георги Попов.